# Antiquity Jones
Antiquity Jones je hra pro počítače Sinclair ZX Spectrum. Autorem hry je Paul Jenkinson. Hra byla vydána v roce 2012.
Cílem hry je najít kalich v chrámu hluboko v džungli. Cestou džunglí je nutné vyhýbat se hadům a ostatním překážkám. Během cesty hráči ubývá energie, takže je nutné ji doplňovat. Při cestě zpět s kalichem pak energie ubývá pouze při střetu s hadem či jinou překážkou.